# Загайкевич Алла Леонідівна
Алла Леонідівна Загайке́вич (нар. 17 грудня 1966, Хмельницький) — українська композиторка, учасниця багатьох міжнародних фестивалів сучасної музики в Україні, Франції, Швеції, Японії, Китаї, Росії, Чехії, Литві, Канаді, Німеччині, Польщі. Авторка численних музикознавчих статей у наукових збірках і журналах в Україні та за кордоном. Володарка багатьох ґрантів і нагород. Поєднує роботу в академічних концертних жанрах (симфонічна, камерна, електроакустична музика, камерна опера) та в сучасних мультидисциплінарних проєктах (аудіо-візуальні інсталяції, перформанси, музика до кінофільмів і театральних вистав). В електроакустичних перформансах виступає з виконавцями нової імпровізаційної музики.

## Біографічні відомості
Навчалася в Київській державній консерваторії ім. П. І. Чайковського в класі професора Юрія Іщенка (1985–1990) та в Інституті дослідження й координації акустики/музики (IRCAM) у Парижі (1995–1996). У 1986–1999 роках була учасницею гурту «Древо» (керівник Є. Єфремов).
З середини 90-х років активно пропагувала академічну електроакустичну музику в Україні, співпрацювала з музикантами експериментальної електронної музики.
З 1998 року викладає на кафедрі музично-інформаційних технологій Національної музичної академії України, де за сприяння Міжнародного фонду «Відродження» заснувала студію електроакустичної музики.
Алла Загайкевич є кураторкою міжнародних проєктів електроакустичної музики «Електроакустика» (з 2003), «ЕМ-візія» (з 2005), головою Асоціації електроакустичної музики при Київській організації СКУ (з 2010).
2004 року за музику до фільму Олеся Саніна «Мамай» була нагороджена Національною премією України ім. Олександра Довженка.
У 2009 року заснувала міжнародний проєкт Electroacoustic's ensemble, де виступила як композиторка, програмістка, виконавиця на електроакустичних інструментах.
У 2021 році композиторка присвятила концерт пам'яті викладача консерваторії Олексія Босенка, який вплинув на формування її світогляду..
У 2023 оголосила про звільнення з НМАУ через незгоду із рішенням керівництва закладу зберегти ім'я російського композитора П. Чайковського в його назві на тлі російської агресії

## Список основних творів

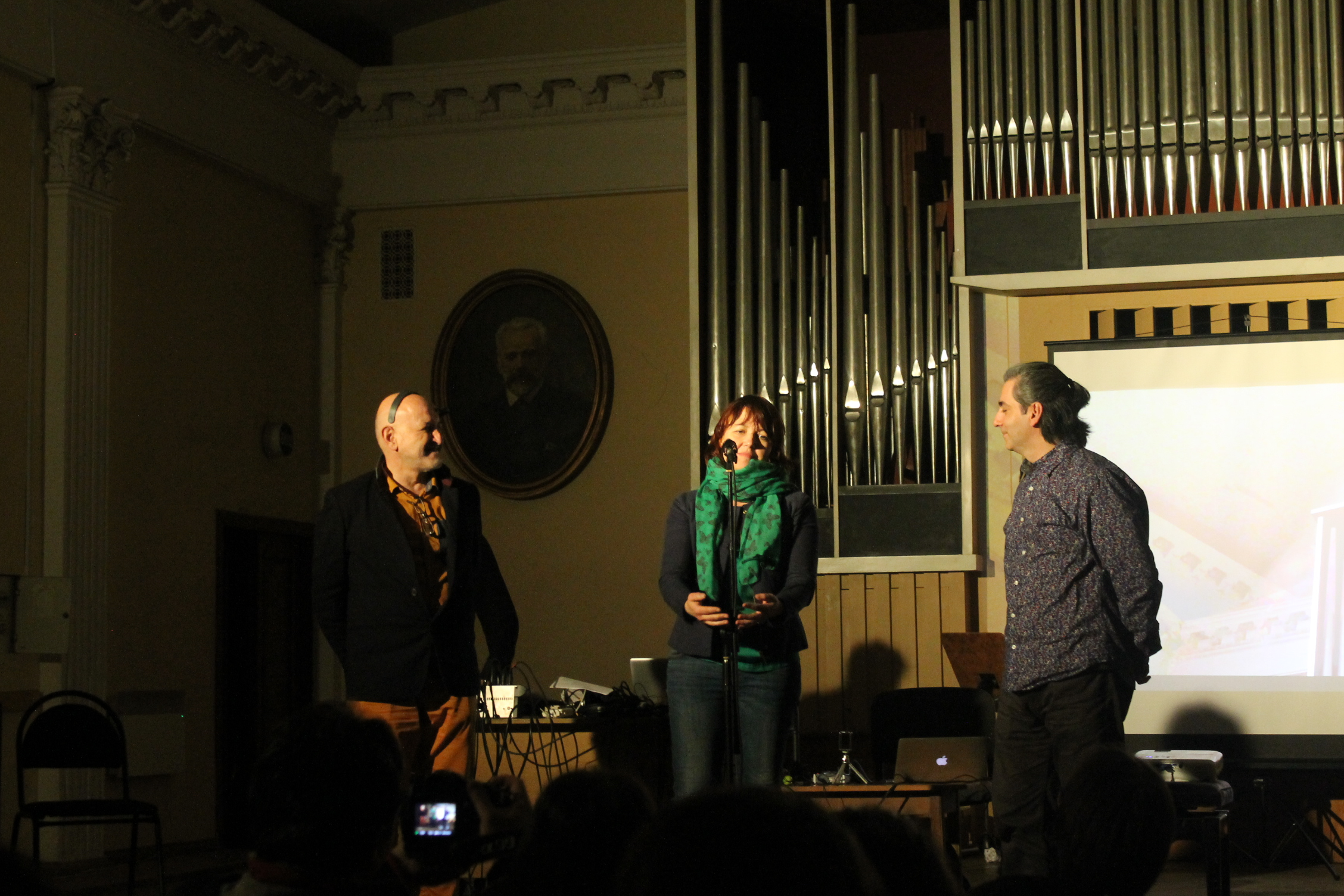
Марек Холоневський, Алла Загайкевич і Панайотіс Кокорас. Київ, 8 квітня 2017

Алла Загайкевич є авторкою симфонічної та камерної музики, камерної опери, електроакустичних і мультимедійних творів, музики до кінофільмів тощо.

### Опера
- 1997 — «Числа і вітер» («Малюнки з пам'яті»), камерна опера за поезією та живописом Миколи Воробйова, 50’

### Оркестрові твори
- 1990 — Симфонія на поезію В.Маяковського (російською мовою) для баритона та симфонічного оркестру, 20’
- 1993 — Intermezzo для симфонічного оркестру, 12’
- 1995 — «Musique Aveugle» («Сліпа музика») для фортепіано та струнного оркестру, 15’
- 2007 — Концерт для віолончелі з оркестром в двох частинах, 17’
- 2010 — «Cantos: Island» для трьох віолончелей та п'ятнадцяти струнних, 12’

### Камерно-інструментальні та камерно-вокальні твори
- 1991 — Тріо для скрипки, віолончелі і фортепіано, 14’
- 1994 — «Не відриваючись від землі» для скрипки, гітари та баяна, 14’
- 1997 — «Маре-X-невідомість» для сопрано та фортепіано на візуальну поезію Андрія Чужого, 12’
- 1998 — Interlude для флейти, кларнета, фагота, валторни, тромбона, перкусії, фортепіано, скрипки, альта, віолончелі та контрабаса, 11’
- 1998 — «Подорожі тіней» для тромбона, перкусії та контрабаса, 11’
- 2001 — «Гравітація» для двох віолончелей, 7’
- 2004 — «Вітер, каміння, квіти» для баяна соло, 7’
- 2005 — «Повітряна механіка» для флейти, кларнета, перкусії, фортепіано, скрипки, віолончелі, 17’
- 2007 — Терцет для кларнета, скрипки та віолончелі, 10’
- 2008 — «Підземною рікою» для флейти, кларнета, гобоя, фортепіано, 11’
- 2009 — Струнний квартет, 12’
- 2010 — «Blicke der Verliebten» (for Recherche Ensemble) для восьми виконавців, 7’

### Електроакустичні та мультимедійні твори
- 1996 — «І поволі кружляючи я увійду в небесний став» (музика після вірша «Короп» Олега Лишеги) для кларнета/бас-кларнета, фагота, контрабаса та електронного запису, 13’
- 2000 — «COSI FAN TUTTI» — електронна музика до аудіо-візуальної інсталяції, відео — Оксана Плисюк, 46’
- 2002 — «Геронея» — електроакустичний твір для фагота, фортепіано, скрипки, віолончелі та електронного запису, 12’
- 2002 — «Тікати. Дихати. Мовчати.» — електроакустичний перформанс для скрипки, голосу, фортепіано, електронного запису та обробки в реальному часі, 45’
- 2003 — «PAGODE» — електроакустичний твір для блок — флейти, електронного запису та обробки в реальному часі, 9’
- 2003 — «MOTUS» для електронного запису, 10’
- 2004 — «Пори року на Майдані» — електронна музика до аудіо-візуальної інсталяції, відео — Оксана Плисюк; у творі використано вірші Юрія Андруховича у виконанні автора, 15’
- 2005 — «LABORINTUS — EXITUS» — електроакустичний твір для кларнета та електронного запису, 10’
- 2006 — «TRANSPARENCY» — електроакустичний твір для скрипки та електронного запису, 9’ (відео-арт — Вадим Йович)
- 2006 — «PAGODE — VISION»- електроакустичний твір для квартету блок-флейт та електронного запису, 9’
- 2008 — «VENEZIA» — електроакустичний твір для віолончелі, електронного запису та обробки в реальному часі, 16’ (відео-арт — Вадим Йович)
- 2008 — «VENEZIA — VISION» — електроакустичний перформанс для віолончелі, електронного запису та обробки в реальному часі, 30’ (відео-арт — Вадим Йович)
- 2009 — «GO» — електроакустичний твір для шенгу, ерху, перкусії та електронного запису, 10’
- 2009 — «SUD/EST» — електроакустичний аудіо-візуальний перформанс для змінного складу виконавців, 30’ (відео-арт — Вадим Йович)
- 2009 — «.засинаючи: прокидатися.. злітаючи: занурюватися» — електроакустична інсталяція до проєкту «МАВКА» (художник — Майкл Мерфенко), 46’
- 2010 — «Contre S.» (присвячено Guy Debord) — електроакустичний перформанс для Electroacoustic's Ensemble, 15’
- 2010 — «NORD/OUEST» — електроакустичний перформанс для фольклорного голосу, скрипки, сопілки, перкусії, терменвокса та електроніки, 48’
- 2011 — «Contre S.» (присвячено Guy Debord) for Kontra-Trio — електроакустичний твір для контрабасової флейти, контрабас-саксофона, туби та електронного запису,15’
- 2011 — «Mithe IV: KS» (присвячено Karol Symanowski) — електроакустичний твір для скрипки та електроніки, 7’
- 2011 — «Musique naïve» (присвячено САТ trio) — електроакустичний перформанс для баяна, гітари, терменвокса та електроніки, 30’
- 2011 — «Life as Music» — генерована в реальному часі композиція для гобоя, кларнета in B, альт-саксофона, перкусії та контрабаса, 15’
- 2015 — Друже Лі Бо, для бандури та електроніки

### Хорові та вокальні твори
- 1996 — «Ausgesetzt auf den Bergen des Herzens» — камерна кантата для сопрано, органу та струнних на вірші Райнер Марія Рільке, 12’
- 1999 — «Човен» — мотет для сопрано, меццо-сопрано та баритона на вірші Миколи Воробйова , 12’
- 2002 — «The Way to the Great River» («Подорож до Великої ріки») на текст Олега Лишеги (англійською мовою) для сопрано та 8-ми інструменталістів, 10’
- 2004 — «ECCE JUVENTA ANNI» — кантата на вірші Г. Сковороди для сопрано, хору та симфонічного оркестру, 14’

### Фортепіанні твори
- 2007 — «Luceo» для фортепіано, 4’ (фортепіанна мініатюра)
- 2009 — «Cascades» для фортепіано, 5’ (фортепіанна мініатюра)

### Музика до кінофільмів
- 1991 — «Сховок» (реж. Неля Пасічник)
- 1994 — «Тисьмениця» (реж. Неля Пасічник)
- 2003 — «Мамай» (реж. Олесь Санін)
- 2005 — «SH» (реж. Ярослав Лупій)
- 2005 — «Олігарх» (реж. О. Росіч)
- 2006 — «Ілюзія існування» (реж. Вадим Йович)
- 2014 — «Поводир» (реж. Олесь Санін)
- 2017 — «Будинок „Слово“» (реж. Тарас Томенко)
- 2023 — «Довбуш» (реж. Олесь Санін)